# Борис Чуквас
Борис Чуквас (Рисан, 4. август 1934) бивши је југословенски ватерполиста и тренер.

## Спортска биографија
Каријеру ватерполисте је почео у Јадрану из Херцег Новог. Првотимац је постао у петнаестој години. Био је део екипе која је 1958. и 1959. године освојила прве титуле првака Југославије у историји клуба и то без пораза. Играо је у генерацији са одличним ватерполистима попут Цикоте Станишића, Слободана Уљаревића, Драгослава Шиљка, Бошка Вуксановића и других. За тим Јадрана је одиграо 102 утакмице на којима је постигао укупно 57 голова. У својој богатој ватерполо каријери има уписан освојени први зимски ватерполо Куп ФНРЈ 1959. године. Прешао је у београдски Партизан почетком шездесетих и остварио сјајне резултате. Постао је играч-тренер у Партизану, и осим тријумфа у домаћем првенству, три пута је освојио Куп европских шампиона: 1964, 1966. и 1967. године.
Био је члан сениорске репрезентације Југославије. За репрезентацију Југославије је одиграо 150 утакмица. Освојио је сребрне медаље на Европским првенствима 1958. и 1962. године. Четврто место заузео је са репрезентацијом на Олимпијским играма, у Риму, 1960. године. Био је учесник и Медитеранских игара 1959. и 1963. године, као и на Универзијади 1959. и 1961. године.